# 126 필름

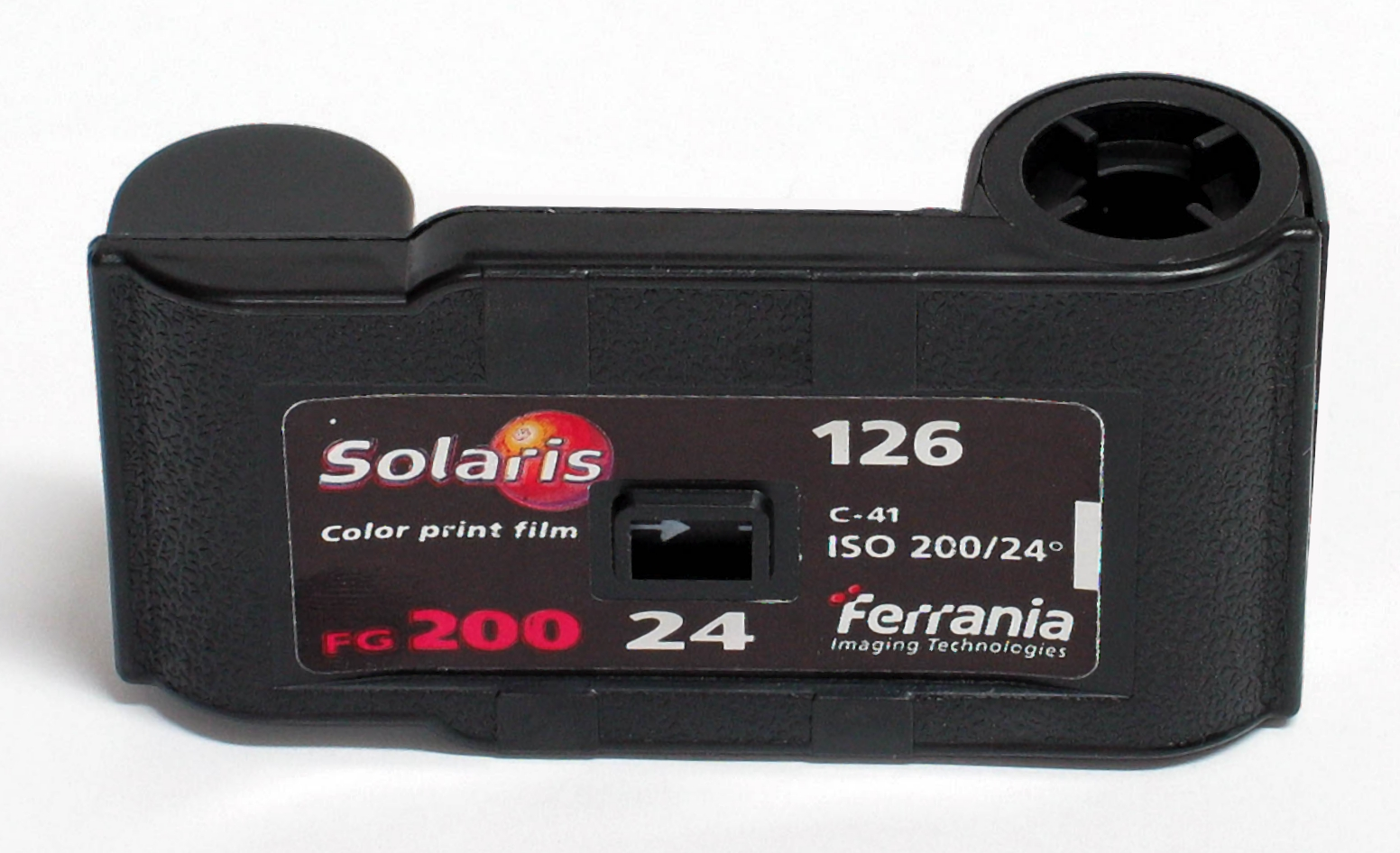
126 필름 카트리지

126은 스틸 사진촬영에서 사용되는 카트리지 타입의 필름 형식이다. 1963년 코닥이 선보였으며, 저가의 포인트 앤 샷 카메라와 관련이 있으며, 특히 코닥의 인스타마틱 카메라와 연관이 있다. 한때 126 필름은 매우 인기가 있었으나, 2021년 현재 더 이상 생산되지 않고있다.

## 같이 보기
- 분류:필름 규격
- 필름 규격